# 1994 في فلسطين
أحداث 1994 في فلسطين: يعد دخول ياسر عرفات لقطاع غزة وحدوث مجزرة الحرم الإبراهيمي من أبرز أحداث 1994.

## أبرز الأحداث
- القوات الإسرائيلية تبدأ بتفكيك معداتها في سجن غزة المركزي تمهيدا لإخلائه وتسليمه إلى السلطة الفلسطينية.[1]
- البلدية الإسرائيلية في القدس تصادر 3500 دونم من الأراضي الزراعية الفلسطينية، وتحولها إلى حديقة عامة.[2]
- وقوع مجزرة الحرم الإبراهيمي على يد المستوطن المتطرف باروخ جولدشتاين، وقد أودت هذه الحادثة بوفاة 29 مصليا وجرح 125 آخرين.[3]
- دخول ياسر عرفات رئيس السلطة الفلسطينية قطاع غزة لأول مرة منذ عام 1967.[4]
- اتفاقية وادي عربة بين الأردن وإسرائيل، وتناولت تطبيع العلاقات بين البلدين.

## وفيات
- 4 يناير 1994: صبحي أبو كرش، سياسي ودبلوماسي فلسطيني شغل منصب سفير دولة فلسطين لدى السعودية منذ عام 1991 وحتى وفاته.
- جبرا إبراهيم جبرا، مؤلف ورسام فلسطيني.
- توفيق زياد، شاعر وكاتب فلسطيني.